# Somme-Yèvre
Somme-Yèvre är en kommun i departementet Marne i regionen Grand Est (tidigare regionen Champagne-Ardenne) i nordöstra Frankrike. Kommunen ligger i kantonen Givry-en-Argonne som tillhör arrondissementet Sainte-Menehould. År 2022 hade Somme-Yèvre 112 invånare.

## Befolkningsutveckling
Antalet invånare i kommunen Somme-Yèvre
| Referens: INSEE |